# Трећи пунски рат
Трећи пунски рат (149. п. н. е. — 146. п. н. е.) био је трећи и последњи од пунских ратова између Картагине и Римске републике. Рат завршава потпуним уништењем града Картагине. Све те територије окупира Рим, а становништво убија или поробљава.

## Увод
Између Другог пунског рата и Трећег пунског рата Рим је био преокупиран низом освајања хеленистичких и других империја на истоку (македонски ратови, илирски ратови и рат против Антиоха III). Сурово су поступали са народом у Иберији (данашњој Шпанији).
Картагина је са друге стране остала и без савезника и без територија (Сицилија, Сардинија, Шпанија), а плаћала је 50 година огромну ратну одштету у висини 200 талената сребра годишње. То представља данас око 5.000 килограма сребра.
Римљани су и даље мрзели Картагину, сећајући се Другог пунског рата, у коме умало нису били уништени, попут сенатора Марка Порција Катона. Многи су сматрали да Картагину треба уништити. У међувремену Картагина се поново богатила трговином, па су се Римљани почели бојати да их Картагина поново може угрозити.

## Понижавајући мир који користи Нумидија
Мировни споразум, којим је окончан Други пунски рат 202. п. н. е. захтевао је да Картагина све граничне спорове са другима решава уз арбитражу римског сената. Картагини је такође било потребно експлицитно одобрење Рима за наоружавање грађана или унајмљивања плаћеника. Картагина је током 50 година мира са Римом имала сталне граничне спорове са Нумидијом. Ти спорови би долазили пред римски сенат који је готово редовно арбитрирао у Нумидијску корист.

## Рат са Нумидијом
Картагињани су 151. п. н. е. коначно отплатили ратну штету Риму и сматрали су да је тиме мировни споразум истекао, али Римљани су сматрали да су одредбе споразума вечне. Нумидија поново почиње са отимањима територија, а Картагина не питајући римски сенат шаље 25.000 војника да одбаци нумидијске освајаче. Међутим, пошто губи у том сукобу Нумидији треба плаћати 50 година ратну штету.

## Понижавајући нови римски захтеви
Рим није био задовољан одлуком Картагине да крене у рат против Нумидије без одобрења римског сената. Рим скупља огромну армију. Град Утика прелази на страну Рима. Картагињани покушавају да преговарају са Римом и добијају обећање да ако пошаљу 300 деце најбогатијих Картагињана у Рим као таоце, да им Рим тада оставља право на земљу и самоуправу.
Картагињани су предали таоце, али римски конзули, који су се налазили у Утики захтевају да Картагињани предају оружје и оклопе. Картагињани и то испуњавају. Следећи захтев је био да се макну 10 миља од града Картагине, да би могао бити запаљен. Тада Картагињани напуштају преговоре, а Римљани опседају град.

## Вишегодишња опсада града
Римљани опседају град од 149. п. н. е. до пролећа 146. п. н. е. Римска војска захваљујући лошој дисциплини и лошим командантима дуго не успева да освоји Картагину. Доласком Сципиона Емилијана Афричког побољшава се дисциплина, град се боље опседа, а лука се потпуно затвара насипом.
У пролеће 146. п. н. е. Римљани улазе у град и освајају га после борбе за сваку кућу. Многи Картагињани су умрли од глади током опсаде града, а многи током задњих 6 дана борби.

## Уништавања Картагине
Град је био систематски паљен између 10 и 17 дана. Онда су градске зидине, грађевине и лука комплетно уништени. Околна територија је посијана сољу, тако да више никад ништа ту не може расти. Постоје историчари који тврде да није било сијања сољу.
Оно мало Картагињана преосталих након глади и борби продано је у робље. Територије Картагине постају римска провинција Африка.